# 鹿島橋 (真野川)
鹿島橋（かしまばし）は、福島県南相馬市鹿島区にある道路橋である。

## 概要
- 全長：149.8 m
  - 主径間：30.0 m
- 幅員：6.0（20.0）m
- 形式：5径間鋼連続鈑桁橋
- 竣工：1998年
- 施工：宮地鐵工所・住友金属[1]

南相馬市鹿島区中心部の南側で二級水系真野川を渡り、福島県道120号浪江鹿島線を通す。南詰は鹿島区江垂字北ノ内、北詰は鹿島区あさひ、鹿島区鹿島字大河内に位置する。現在の橋梁は1998年10月28日に開通したもので、橋上は上下対向2車線で供用され、上下線両側に幅員5.5mの広い歩道が整備されている。

## 沿革
- 1961年 - 先代の橋梁が架設される。（全長136 m、幅員7 m）[3]
- 1998年 - 幅員狭小解消のため、現在の橋へ架替が行われる。総工費は13億6600万円[4]。

## 周辺
- 相馬野馬追鹿島区神旗争奪戦会場 - 北詰直下の河川敷である。

## 隣の橋
（上流）桜田橋 - 鹿島橋 - JR常磐線真野川橋梁・真野川橋（下流）